# Las hermanas de Gion
Las hermanas de Gion (祇園の姉妹 Gion no kyōdai?) es una película dramática japonesa en blanco y negro de 1936 dirigida por Kenji Mizoguchi sobre dos hermanas geishas que viven en el distrito Gion de Kioto. La película está basada en la novela La Fosa (1910), de Aleksandr Ivánovich Kuprín. Forma un díptico con la Elegía de Osaka (浪華悲歌?), también de Mizoguchi, con quien comparte gran parte del reparto y equipo de producción. Ambas obras tratan de mujeres jóvenes modernas (moga) que se rebelan contra su entorno, y se consideran sus primeras obras maestras. El propio Mizoguchi nombró estas dos películas como aquellas con las que alcanzó la madurez artística, y deja entrever lo que sería su obra: "una expresión de una mirada lúcida y desesperada sobre la alienación de las mujeres".
Mizoguchi inició, en esta ocasión, una colaboración, luego habitual y familiar, con el escritor y guionista Yoshikata Yoda. Este recordó lo que Mizoguchi le recomendaba en aquel momento: “Hay que describir al hombre, poner el cuerpo humano en imágenes. Descríbeme tipos implacables, egoístas, tacaños, sensuales, crueles... Por ahí sólo hay hombres repugnantes. Kenji Mizoguchi también afirmó haber "comenzado a mirar a los hombres con lucidez."  Utilizando el ejemplo de las dos hermanas diferentes, describe los contrastes culturales y sociales en el Japón de los años 30, que se debatía entre las antiguas tradiciones y todas las influencias modernas y occidentales que irrumpieron en el país y lo transformaron por completo en unas pocas décadas. Mizoguchi se mantuvo fiel a su línea de ver a la familia como un microcosmos de la sociedad y colocar a las mujeres en el centro de sus películas.  

## Trama
La historia se centra en dos hermanas geishas, Umekichi y Omocha, que viven en su propia casa de hospedaje (okiya) en el "distrito de placer" de Gion, Kioto, autorizado por las autoridades para ese fin. Las dos mujeres tienen puntos de vista muy diferentes sobre las relaciones con los hombres. Umekichi, la hermana mayor, recibió un entrenamiento clásico de geisha, viste kimono y tiene un fuerte sentido de lealtad personal (giri) hacia su patrón. La hermana menor, Omocha, fue educada en escuelas públicas y viste ropa de estilo occidental, excepto cuando trabaja como geisha. A diferencia de Umekichi, Omocha no confía en los hombres, cree que los clientes sólo usarán a las geishas para divertirse, y luego las abandonarán sin preocuparse por su suerte. Por lo tanto, Omocha considera que debe utilizar a los hombres para su propio beneficio, dispuesta a manipular y mentir a sus clientes.
El patrón de Umekichi es un hombre de negocios recientemente en quiebra llamado Shimbei Furusawa, de quien Umekichi se ocupa después de perder su casa y su negocio. Omocha no cree que su hermana deba apoyar a Shimbei, y que hacerlo le impedirá mantenerse a sí misma buscando un nuevo patrón. Consiera  que no le debe nada a Shimbei, ya que, en su opinión, él ha recibido más de lo que ha dado en el pasado. Omocha encuentra un nuevo mecenas para su hermana -el rico anticuario Jurakudo- y, un día, cuando Umekichi está fuera, le da a Shimbei algo de dinero para que regrese con su esposa en el campo y le dice que su hermana ya no lo quiere cerca. Él toma el dinero pero, en lugar de irse, lo gasta bebiendo y se instala en la casa de su antiguo empleado.
Omocha también intenta encontrar un cliente para ella y parece lograr llamar la atención de Kido, adinerado dueño de una gran tienda de ropa. Sin embargo, en el proceso de ayudar a su hermana, Omocha fingió previamente sentirse atraída por Kimura, un empleado de la tienda de Kido, quien malversó dinero del negocio de su jefe para conseguirle un fino kimono a Omocha, pero fue descubierto.
Umekichi abandona a Jurakudo después que Kimura logra contarle sobre el engaño de Omocha hacia Shimbei, y -arrepentida- regresa con Shimbei. Poco después Kido descubre a su empleado Kimura en la okiya de Omocha y lo despide. El despechado Kimura busca vengarse de su antiguo empleador informando a la esposa de Kido sobre la infidelidad de su marido, luego se venga de Omocha secuestrándola en un automóvil y luego arrojándola violentamente fuera de él.
Al final, tanto Omocha como Umekichi sufren una derrota. Shimbei recibe la oportunidad de gestionar una fábrica en la provincia donde su esposa se ha mudado con el pequeño hijo de ambos, y abandona su casa sin dejarle siquiera una explicación a Umekichi, mientras la propia Umekichi acaba cuidando a Omocha tras su hospitalización por las graves heridas sufridas. Junto a la cama de Omocha, la breve conversación de las dos hermanas, a pesar de la compasión fraternal, sigue siendo de posiciones irreconciliables: Umekichi reprocha a su hermana haber causado desgracias al desviarse de lo que ella cree que es un sentimiento común de lealtad, mientras que Omocha defiende su conducta y reitera su rechazo, en principio, al estatus de geisha, que ella considera fundamentalmente injusto contra las mujeres.

## Elenco
- Isuzu Yamada como hermana menor Omocha
- Yoko Umemura como hermana mayor Umekichi
- Benkei Shiganoya como Shimbei Furusawa
- Fumio Okura como Jurakudo
- Eitarō Shindō como Kudo
- Taizo Fukami como Kimura
- Sakurako Iwama como Omasa Kudo
- Namiko Kawajima
- Reiko Aoi
- Shizuko Takizawa[9]

## Legado
El crítico Tadashi Iijima consideró a Sisters of the Gion como "la mejor película sonora de antes de la guerra". En la lista de "Mejores películas japonesas de cada año" del British Film Institute, el historiador de cine Alexander Jacoby observó que Mizoguchi "entregó su análisis social con concisión, fuerza, rigor y precisión como un bisturí".
En 1956 se estrenó una nueva versión del mismo nombre dirigida por Hiromasa Nomura. El historiador de cine Donald Richie también vio fuertes similitudes entre la película de Mizoguchi y el drama de geishas de 1951 de Kōzaburō Yoshimura Itsuwareru seisô (偽れる盛装).

## Premios
La película ganó el premio Kinema Junpo de 1937 a la mejor película.